# 自由法学
自由法学（じゆうほうがく）とは法学用語の一つ。これは18世紀から19世紀のドイツで唱えられていた事柄であり、当時に広く行き渡っていた概念法学に対する批判が目的とされていた。概念法学においては法源というものは成文法に限られており、これを形式論理的に解釈されていたわけであるが、この事が批判されていたというわけである。自由法学においては法源というものは成文法のみに限らず、社会慣習や文化規範からも求め、社会の実情に合致した裁判を行っていこうということが論じられていた。